# Свети Атанасий (Куфалово)
Вижте пояснителната страница за други значения на Свети Атанасий.
„Свети Атанасий“ или „Свети Атанас“ (на гръцки: Άγιος Αθανάσιος) е православна църква в село Куфалово (Куфалия), Гърция, част от Воденската, Пелска и Мъгленска епархия. Храмът е ценен пример за църковната архитектура от Южна Македония от втората половина на XIX век. Църквата е обявена за исторически паметник на 23 септември 1986 година. В църквата има икони от Божин Стаменитов.